# Devora Avramova
Devora Avramova (in bulgaro Девора Аврамова?; 1º marzo 2000) è una mezzofondista bulgara.

## Palmares
| Anno | Manifestazione   | Sede      | Evento         | Risultato | Prestazione | Note |
| ---- | ---------------- | --------- | -------------- | --------- | ----------- | ---- |
| 2021 | Europei di cross | Dublino   | Corsa Under-23 | 41ª       | 22'22"      |      |
| 2021 | Europei di cross | Dublino   | A squadre      |           |             |      |
| 2022 | Europei di cross | Torino    | Corsa Under-23 | 38ª       | 22'10"      |      |
| 2022 | Europei di cross | Torino    | A squadre      |           |             |      |
| 2023 | Europei di cross | Bruxelles | Corsa seniores | 52ª       | 39'10"      |      |
| 2023 | Europei di cross | Bruxelles | A squadre      |           |             |      |

## Campionati nazionali
2018
- Argento ai campionati bulgari, 3000 m siepi - 11'35"63
- Argento ai campionati bulgari under-20, 3000 m piani - 10'42"11
- 4ª ai campionati bulgari under-20, 1500 m piani - 4'54"4

2019
- Bronzo ai campionati bulgari, 5000 m piani - 17'52"84
- Bronzo ai campionati bulgari, 1500 m piani - 4'39"71
- Argento ai campionati bulgari indoor, 1500 m piani - 4'39"33
- Oro ai campionati bulgari under-20, 3000 m piani - 10'17"49
- Argento ai campionati bulgari under-20, 1500 m piani - 4'40"72
- Oro ai campionati bulgari under-20 indoor, 3000 m piani - 10'22"77
- Oro ai campionati bulgari under-20 indoor, 1500 m piani - 4'46"41

2020
- Bronzo ai campionati bulgari, 5000 m piani - 17'25"64

2021
- 6ª ai campionati bulgari di mezza maratona - 1h20'50"
- Argento ai campionati bulgari, 10000 m piani - 36'47"34
- Bronzo ai campionati bulgari, 5000 m piani - 17'37"41
- Bronzo ai campionati bulgari indoor, 3000 m piani - 10'18"47
- Oro ai campionati bulgari indoor, 1500 m piani - 4'36"30

2022
- 4ª ai campionati bulgari di mezza maratona - 1h18'04"
- 4ª ai campionati bulgari, 5000 m piani - 16'52"59
- Argento ai campionati bulgari, 1500 m piani - 4'27"40

2023
- Oro ai campionati bulgari di mezza maratona - 1h14'05"
- Argento ai campionati bulgari di corsa campestre - 29'21"
- Argento ai campionati bulgari, 5000 m piani - 16'46"54
- Argento ai campionati bulgari, 1500 m piani - 4'25"74
- Argento ai campionati bulgari indoor, 3000 m piani - 9'36"92
- Argento ai campionati bulgari indoor, 1500 m piani - 4'31"84

## Altre competizioni internazionali
2019
- 8ª ai campionati dei Balcani indoor ( Istanbul), 1500 m piani - 5'02"03
- Argento ai campionati dei Balcani under-20 ( Cluj-Napoca), 3000 m piani - 9'57"59

2020
- 5ª ai campionati dei Balcani ( Cluj-Napoca), 3000 m piani - 9'59"57

2021
- 6ª ai campionati dei Balcani di mezza maratona ( Bitola) - 1h19'46"

2022
- 5ª ai campionati dei Balcani ( Craiova), 5000 m piani - 16'33"41
- 4ª ai campionati dei Balcani ( Craiova), 3000 m piani - 9'34"88
- 6ª alla mezza maratona di Bucarest ( Bucarest) - 1h15'41"

2023
- 12ª nella Seconda Divisione dei campionati europei a squadre di atletica leggera ( Chorzów), 1500 m piani - 4'28"91
- 10ª nella finale 2 della Coppa Europa dei 10000 metri ( Pacé), 10000 m piani - 34'59"74
- Bronzo ai campionati dei Balcani di mezza maratona ( Bitola) - 1h17'11"
- Argento ai campionati dei Balcani di corsa campestre ( Pirdorp) - 27'45"